# Prieuré de La Selve
Le prieuré de La Selve ou Sembe, majeure était situé dans le Gers.